# Kimcote and Walton
Pour les articles homonymes, voir Walton.
Kimcote and Walton est une paroisse civile du Leicestershire, en Angleterre.